# João Victor Tornich
João Victor Tornich, auch bekannt als Alemão, (* 6. November 2002 in Franca) ist ein brasilianischer Fußballspieler.

## Karriere
Tornich begann seine Karriere bei Corinthians São Paulo. Im Januar 2023 wechselte er nach Portugal zu Erstligist Portimonense SC. Sein Debüt in der Primeira Liga gab er im April 2023 gegen den Gil Vicente FC. Bis zum Ende der Saison 2022/23 absolvierte er fünf Partien in der höchsten Spielklasse. In der Saison 2023/24 kam er zu 27 Einsätzen in der Liga Portugal, aus der Portimonense zu Saisonende aber abstieg. In der Saison 2024/25 kam er anschließend zu 23 Einsätzen in der Liga Portugal 2.
Im August 2025 wechselte Tornich leihweise zum österreichischen Bundesligisten LASK.